# Filialkirche Heiliger Josef (Altmünster)

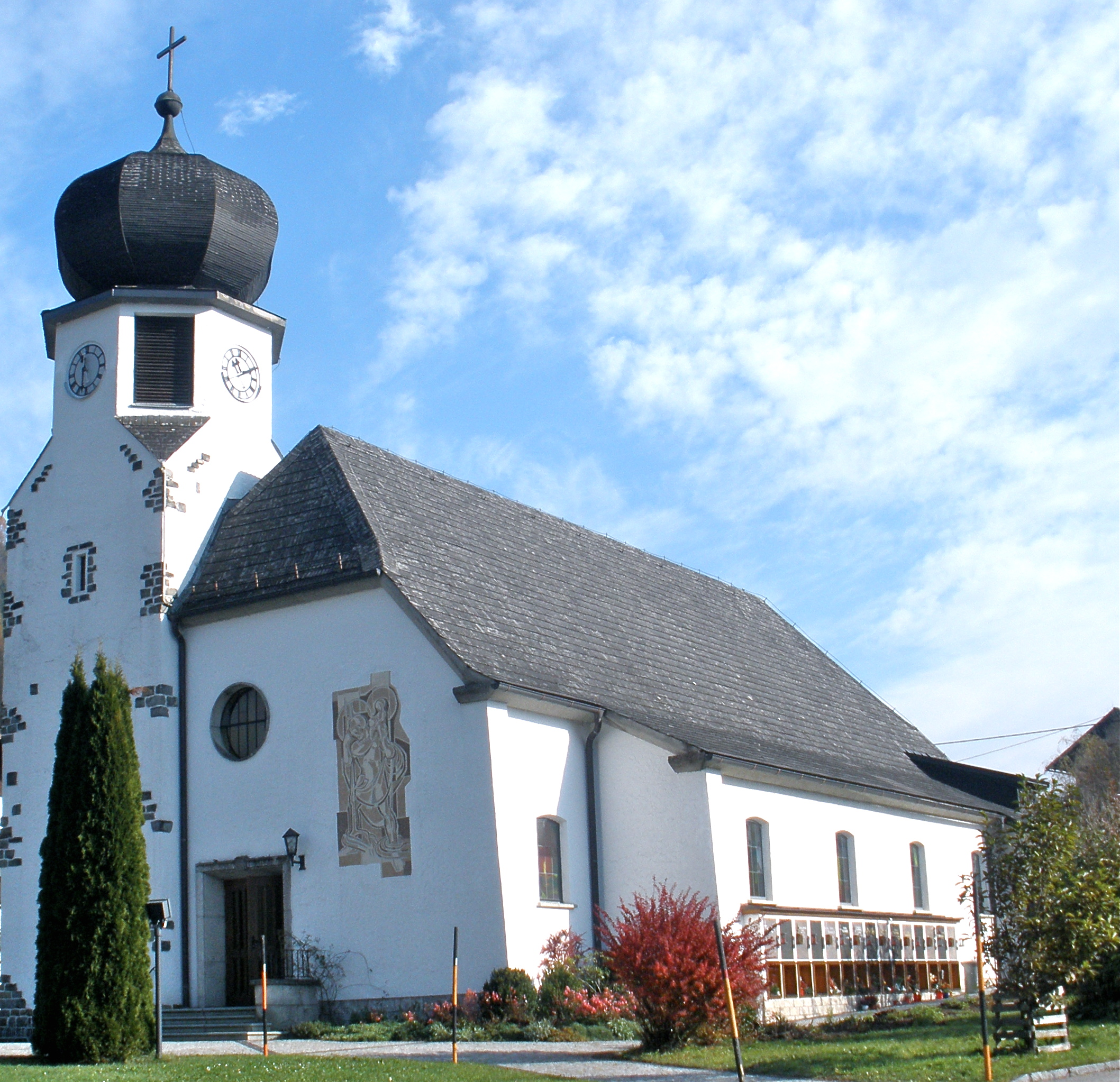
Filialkirche hl. Josef in Reindmühl bei Altmünster

Die Filialkirche heiliger Josef (auch bezeichnet als: Filialkirche Reindlmühl) liegt in der Katastralgemeinde Reindlmühl der oberösterreichischen Marktgemeinde Altmünster im Bezirk Gmunden. Die römisch-katholische Filialkirche ist dem heiligen Josef von Nazaret geweiht und gehört zum Pfarrsprengel der Pfarrkirche Altmünster im Dekanat Gmunden. Der Sakralbau steht unter Denkmalschutz (Listeneintrag).

## Geschichte
Bereits 1893 gründete sich der erste Kirchenbauverein in Reindlmühl, dieser löste sich jedoch nach dem Ersten Weltkrieg wieder ergebnislos auf. Ab Herbst 1937 fanden Gottesdienste in der Kapelle der Volksschule statt. Mit 1. März 1942 wurde der Schulsprengel Reindlmühl eine Kaplanei.
Am 1. November 1955 legte Diözesanbischof Franz Salesius Zauner den Grundstein und nach nur elf Monaten konnte am 5. August 1956 die fertige Kirche geweiht werden. Die Glocken sind auf 1958 datiert. Eine Aufbahrungshalle folgte 1976. Die Planung der Filialkirche oblag dem damaligen Dombaumeister Gottfried Nobl. Der Kirchenbau wurde tatkräftig durch eine freiwillige Arbeitsgemeinschaft (Robotleister) unterstützt.
In Oberösterreich gibt es mit Dezember 2015 sieben Kirchen, welches als Patrozinium den hl. Josef der Arbeiter besitzen. Gedenktag ist der 1. Mai.

## Kirchenausstattung

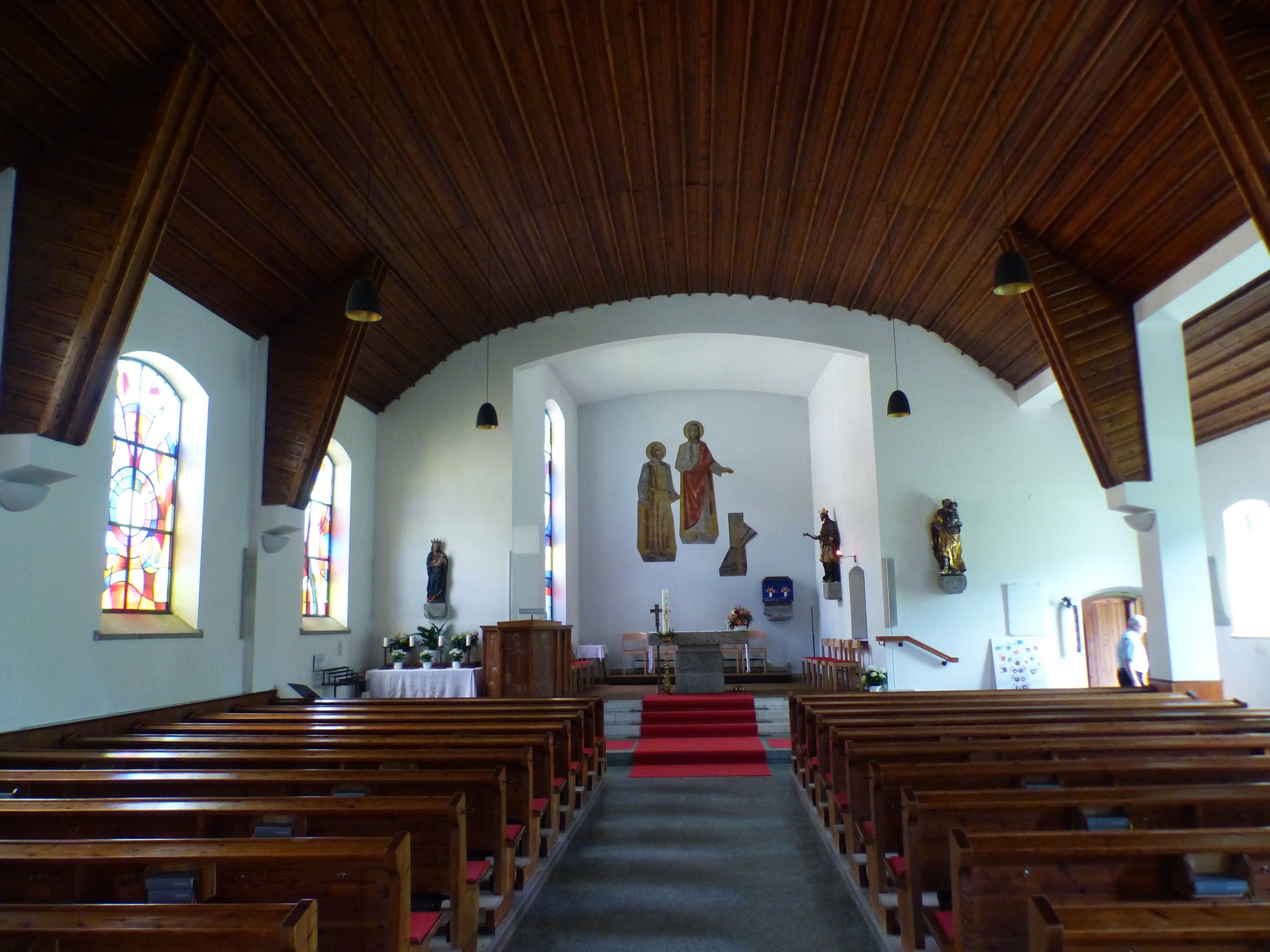
Innenraum, Blick zum Altarraum

Das Altargemälde und die vier Evangelisten auf der Kanzel sind von Franz Xaver Neuhuber aus Gmunden. Auf dem Seitenaltar befindet sich die Madonna mit Kind vom bekannten spätgotischen Bildschnitzer Lienhart Astl, um 1520.
Die Bleiglasfenster der Nordseite wurden 1985 angefertigt. Das Altarfenster ist dem heiligen Florian gewidmet. Der Kreuzweg wurde von Hans Babuder an der Wandfläche in der Stucktechnik des so genannten Sgraffito angebracht.